# 14 av. J.-C.
Cette page concerne l'année 14 av. J.-C. du calendrier julien.

## Événements
- 23 décembre, Hispanie : fondation de la colonie romaine de Caesaraugusta, aujourd'hui Saragosse, par Auguste[1].
- Soumission des Ligures par Rome. Création de la province des Alpes-Maritimes[2].
- Campagne de Marcus Vipsanius Agrippa pour aider les Cimmériens en Crimée[3].
- En Judée, intrigues domestiques en vue de la succession d’Hérode Ier le Grand : Antipater, fils du premier mariage d’Hérode avec Doris, s’efforce d’éliminer les deux fils de Mariamne, Alexandre et Aristobule, qui sont finalement exécutés vers -7. Antipater est bientôt arrêté et sera exécuté cinq jours avant la mort d’Hérode en 4 av. J.-C.[4].
- Béryte (Beyrouth, Liban) et Patras en Achaïe deviennent colonies romaines[2].

## Naissances en 14 av. J.-C.
- Agrippine l'Aînée, fille d'Agrippa et épouse de Germanicus.
- Phèdre, Poète Latin, Auteur de fable en vers

## Décès en 14 av. J.-C.
- Lucius Varius Rufus, poète romain
- Scribonius, roi du Bosphore